# Tatort: Das Nest
Das Nest ist ein Fernsehfilm aus der Krimireihe Tatort. Der vom MDR produzierte Beitrag wurde am 28. April 2019 im Ersten Programm der ARD ausgestrahlt. In dieser 1092. Tatort-Folge ermitteln die Dresdner Ermittler Gorniak und Schnabel in ihrem siebten gemeinsamen Fall, erstmals dabei ist die Kommissarin Leonie Winkler als Nachfolgerin von Henni Sieland.

## Handlung
Eine junge Frau, die nachts nach einem Autounfall Hilfe sucht, sieht in einem leerstehenden Hotel einen Mörder, der seine Opfer offenbar in betäubtem Zustand gezielt ausbluten lässt, um die Leichen dann zu konservieren und ausgestopft zu Familienszenen zu gruppieren. Sie kann unbemerkt entkommen und verständigt die Dresdner Polizei, die den Tatort absucht und dem gerade abwesenden Täter eine Falle stellen will. Dies misslingt, der Mörder flüchtet in den Wald, und bei der anschließenden Verfolgung wird die Kommissarin Karin Gorniak von ihm niedergestochen. Sie überlebt schwer verletzt – der Täter entkommt unerkannt. Karins neue Kollegin Leonie Winkler übernimmt den Fall, während Gorniak sich – nach über zwei Monaten im Krankenstand – in die Asservatenkammer versetzen lässt. Sie ist nicht gut auf die junge Kollegin Winkler zu sprechen, die den Täter mit einem Schuss aus der Dienstwaffe hätte außer Gefecht setzen können, aber im entscheidenden Moment versagte.
Dann aber erörtern beide den Fall doch gemeinsam: Die Nähte an den Leichen sehen bewusst anfängerhaft aus, was auf einen Fachkundigen schließen lässt, der die Gerichtsmediziner auf eine falsche Fährte locken will. Die bisherigen Toten waren allesamt in derselben Klinik behandelt worden. Nach einer polizeilichen Gegenüberstellung konzentrieren sich die Ermittlungen bald auf den Arzt Dr. Mertens und den Krankenpfleger Haimann. Die beiden Verdächtigten ähneln sich äußerlich. Mertens lockt Haimann in die Tiefgarage der Klinik, ersticht ihn dort und vergräbt die Leiche im Wald, um den Verdacht auf den Verschwundenen zu lenken, der anscheinend geflohen ist. Die Polizei findet in der Wohnung des Ermordeten die Tatwaffe aus der Bluttat gegen Karin Gorniak, die Mertens mit Haimanns Fingerabdrücken präpariert hat, und hält den Fall für gelöst.
Gorniak hingegen bleibt, nach einer Begegnung mit ihrem Peiniger in seiner Garage, von der Täterschaft des Arztes überzeugt. Aufgrund des Auffindens einer entsprechenden Ampulle im von ihr durchsuchten Hausmüll kommt Gorniak die Idee, dass sich Mertens mit K.-o.-Tropfen ein Alibi verschaffen konnte, indem er Gattin und Tochter betäubte. Gorniak stellt die Gattin zur Rede und gibt ihr für alle Fälle ein Koffein-Präparat als Gegenmittel. Frau Mertens reagiert zunächst abweisend und hält Gorniak für psychisch gestört; dann allerdings macht sie vor dem Abendessen mit der Familie doch von dem Präparat Gebrauch. Daher wacht sie in der Nacht auf, geht Geräuschen aus dem Keller nach und trifft dort ihren Mann an. Er hat Karin Gorniak betäubt, gefesselt und geknebelt und damit begonnen, ihr Blut abzuzapfen, um sie auf die gleiche Weise zu ermorden wie seine anderen Opfer. Starr vor Schreck und von ihrem Mann bedroht, traut sie sich nicht zu fliehen.
Inzwischen wurde die Leiche des Pflegers Haimann gefunden, so dass dem Team um Kommissar Schnabel klar wird, dass Gorniak Recht hatte und Mertens der Täter sein muss. Die Polizisten brechen zum Haus des Arztes auf, wohin auch gerade die Kollegin Winkler fährt. Mertens überredet seine Ehefrau, die Kommissarin an der Tür abzuwimmeln. Die zweifelnde Ehefrau lässt aber doch durchblicken, dass etwas nicht stimmt, und lässt sie herein. Winkler gelangt in den Keller zu Gorniak, die sich befreien konnte und den aus dem Treppenhaus zurückgekehrten Mörder mit einem überraschenden Schlag auf den Hinterkopf niederstreckt. Beide richten Pistolen auf den Überführten. Gorniak will Mertens sofort erschießen, da Winkler nicht garantieren kann, dass er lebenslänglich ins Gefängnis muss. Als die übrigen Polizeibeamten eintreffen, hört man zwei Schüsse.
Schnabel konfrontiert tags darauf beide Kommissarinnen mit der entlastenden Aussage der Ehefrau des Mörders. Er erkennt an, dass beide deren Leben und das ihrer Tochter gerettet haben, und lässt deshalb Zweifel an ihrer übereinstimmenden Darstellung, dass beide zugleich in Notwehr geschossen hätten, weil Mertens plötzlich ein Skalpell gezückt habe, großzügig auf sich beruhen.

## Hintergrund
Der Film wurde vom 9. Oktober 2018 bis zum 7. November 2018 gedreht.
Gedreht wurde unter anderem auf Schloss Helmsdorf, am Universitätsklinikum Carl Gustav Carus Dresden, in der Johannstadt, im Elblandklinikum Radebeul und in einem Einfamilienhaus am Zachengrundring in Gönnsdorf.

## Rezeption

### Kritiken
„Der Dresden-‚Tatort‘ soll nun hart statt witzig sein, und diese Forderung wird mit der Episode ‚Das Nest‘ auch erfüllt. […] Doch um wirklich nachwirken zu können, werden der psychologische Subtext und die ästhetischen Querverweise nicht stark genug ausgespielt. Die am Anfang so liebevoll in Szene gesetzte Leichenwelt, die doch irgendwas mit der inneren Verfasstheit des Täters zu tun haben muss, bleibt dekoratives Gimmick. Und das Zusammenwachsen der alten und der neuen Kommissarin wird mehr behauptet als erlebbar gemacht.“

„Fünfzehn atmosphärisch schwer erträgliche Minuten dauert der Auftakt zum exzellenten neuen ‚Tatort‘ aus Dresden, der seine klamaukigen Anfänge längst hinter sich gelassen hat und mit dieser Folge, der ersten nach dem Ausstieg Alwara Höfels’, endgültig zu den besten Teams aufschließt.“

„Sätze wie ‚Manche Dinge sucht man sich nicht aus‘ und ‚Man ist, wer man ist‘ ziehen sich wie Losungen durch ‚Das Nest‘. Dresden hat ein neues weibliches Ermittlerduo, das hoffentlich noch lange von dieser Dynamik zehrt.“

„Mangelnde Spannung kann man der Folge wirklich nicht vorwerfen. Es ist selten, dass sich der Tatort beim klassischen Grusel und dem unerklärlichen Bösen bedient. […] Im Dresdner Tatort dürfen Frauen echte Kerle sein.“

### Einschaltquote
Die Erstausstrahlung von Das Nest am 28. April 2019 wurde in Deutschland von 9,67 Millionen Zuschauern gesehen und erreichte einen Marktanteil von 27,7 % für Das Erste.